# 希羅多德山
希罗多德山（Mons Herodotus）是月球正面拉曼陨石坑东北阿格里科拉山脉附近的一座山丘，其名称取自南面100公里，以希腊历史学家希罗多德命名的希罗多德陨石坑。
希罗多德山西北靠近风暴洋，东南穿过了蜿蜒的施勒特尔月谷，该山丘底部直径约5公里，其中心月面座标为南纬27.5°、西经52.9°，
希罗多德山和希罗多德陨坑之间是月球上最大的弯曲月谷-施勒特尔月谷，它起始于希罗多德陨坑以北25公里处，然后向北延伸160公里，再折向西面、南面，最终接近希罗多德山南部附近；往东可看到托斯卡内利断崖（Rupes Toscanelli）。
在希罗多德山和施勒特尔月谷西端之间坐落了较小的弗洛伊德陨石坑、而西南是从前被称为卫星坑希罗多德 D的拉曼陨石坑。希罗多德山的西面、西北和北面则绵延着笔直、低矮呈西南-东北走向的阿格里科拉山脉，该山脉的另一侧则是风暴洋的西部。

## 另请参阅
- 月球山脉列表
- 月海列表
- 月球环形山列表